# Битва в Арденнах (фильм)
«Би́тва в Арде́ннах» (англ. Battle of the Bulge) — американский военный фильм режиссёра Кена Эннакина, премьера которого состоялась 16 декабря 1965 года. Фильм номинировался на премию «Золотой глобус».

## Сюжет
Фильм повествует о битве в Арденнах, произошедшей на Западном фронте Второй мировой войны в 1944—1945 годах между англо-американскими войсками союзников и вермахтом.
Немецкое командование задумывает провести стремительную операцию против высадившихся во Франции и Бельгии союзников. Командующим немецкими войсками назначается полковник Хесслер. Его план заключается в захвате стратегически важных для наступления бронетехники запасов горючего у противника.

## В ролях
- Генри Фонда — подполковник Дэниел Кайли
- Роберт Шоу — полковник Мартин Хесслер
- Чарльз Бронсон — майор Воленски
- Роберт Райан — генерал Грей
- Дэна Эндрюс — полковник Притчард
- Джордж Монтгомери — сержант Дюкуэсне
- Пьер Анджели — Луиза
- Барбара Верле — Елена
- Вернер Петерс — генерал Кохлер
- Джеймс Макартур — лейтенант Уивер
- Ханс Кристиан Блех — Конрад
- Телли Савалас — сержант Гуффи

## Влияние
В фильме «Битва в Арденнах», как и в другом американском фильме «Самый длинный день» (1963) ни разу не упомянута роль советских войск в победе над фашизмом. После их просмотра советский кинорежиссёр Юрий Озеров принялся за создание киноэпопеи «Освобождение» (1968-1971), посвящённой сражениям советских войск. В последующем Озеров создал ещё 3 киноэпопеи о Великой Отечественной войне и 3 работы на их основе.